# Tanjungpinang
Tanjungpinang (alternativt Tanjung Pinang) är en stad på ön Bintan i Indonesien. Den är administrativ huvudort för provinsen Kepulauan Riau och har cirka 210 000 invånare.